# María Carmen Rubio
María Carmen Rubio Larrion (Pamplona, 17 de septiembre de 1961) es una arquera española. Ha representado a España en tiro con arco en los Juegos Paralímpicos de Londres 2012 y en los Campeonatos del Mundo, donde terminó sexta en la prueba individual compuesta femenina en 2013. También ha representado a España en Campeonatos de Europa. 

## Trayectoria
María Carmen Rubio nació en Pamplona, Navarra, el 17 de septiembre de 1961. Siguió residiendo en la zona en 2013. Recibió una beca de su compatriota y múltiple ganador del Tour de Francia Miguel Induráin, lo que le permitió competir. Compitió en el Campeonato de Europa de 2006 en Nymburk, República Checa, donde terminó primera. En abril de 2008, fue una de las cuatro mujeres navarras en la lista de preseleccionados para asistir a los Juegos Paralímpicos de Pekín. También compitió en el Campeonato Mundial de 2011 organizado por Italia, donde obtuvo un cuarto y quinto puesto. En 2010 compitió en el Campeonato de España de Tiro con Arco para Discapacitados Físicos, donde consiguió una medalla de oro en la prueba de arco recurvo femenino. En agosto de 2010, participó en Vichy, Francia, sede del campeonato europeo de tiro con arco adaptado, donde terminó quinta en la prueba femenina por equipos tras no clasificarse para las semifinales. Su compañera de equipo en la prueba fue Ainara Badiola. En febrero de 2011 Vitoria acogió los campeonatos nacionales de España de tiro con arco adaptado en sala, en los que Rubio quedó segunda en la prueba de compuesto femenino. En abril de 2011 participó en una competición española de tiro con arco adaptado. Compitió en la final por el primer puesto, derrotando a Badiola en un desempate. Ibiza acogió los campeonatos de España adaptados de junio de 2011, donde se enfrentó a Badiola en el partido por la medalla de oro. El Mundial se llevó a cabo en julio de 2011, donde Rubio terminó quinta en la prueba de compuesto abierto femenino, sexta en la prueba de compuesto por equipos femenino y séptima en la prueba de compuesto mixto por equipos.
La competición clasificatoria de Londres, el Open Británico, se celebró en agosto de 2011 en Heathrow, en Stoke Mandeville, y Maria Carmen Rubio compitió para intentar que España obtuviera uno de los veinte deportes clasificatorios que se ofrecían. No hubo financiación para que ella y otros arqueros españoles compitieran en la prueba organizada en Londres porque la Federación Española de Deportes para Personas con Discapacidad Física se negó a dar prioridad a este deporte tras los malos resultados de los arqueros españoles en los anteriores campeonatos mundiales celebrados en Turín. En cambio, la financiación para asistir provino de las federaciones deportivas regionales. En el primer día de competición de clasificación, hubo vientos de hasta 40 kilómetros por hora. Ese día obtuvo un 642. Su actuación anterior en la ronda de clasificación, en la que quedó octava, hizo que no tuviera que participar en la primera ronda de clasificación. Terminó en tercer lugar. España realizó una competición clasificatoria para determinar quién representaría al país en los Juegos de 2012. Al participar en el evento clasificatorio de marzo de 2012, alcanzó la puntuación mínima de clasificación del IPC de 650, con dos puntajes de 651 y 653 en el arco compuesto de la prueba abierta para mujeres. El Club Arquero Chiclana organizó los campeonatos nacionales de España 2012 en junio de 2012. Allí, María Carmen Rubio terminó primera en la prueba de compuesto abierto femenino.
Además en 2012 compitió en tiro con arco en los Juegos Paralímpicos de Londres, terminando sexta en el arco compuesto individual después de llegar a la ronda de cuartos de final, donde perdió ante Danielle Brown. Brown fue primer cabeza de serie tras la ronda de clasificación y Rubio el último. Los de Londres fueron sus primeros Juegos. Antes de los Juegos, su objetivo era terminar entre los 12 primeros.
Tras la fusión de las federaciones españolas de tiro con arco para arqueros con y sin discapacidad, en febrero de 2013 se celebró un campeonato nacional combinado. Rubio fue uno de los diez arqueros con discapacidad que participaron y la única mujer con discapacidad que participó en la prueba de compuesto. Una puntuación de 549 puntos en el arco compuesto individual la situó en undécima posición, que no fue suficiente para clasificarse para la siguiente ronda. En Bangkok, en noviembre de 2013, compitió en el Campeonato Mundial de Tiro con Arco del IPC. tras una prueba clasificatoria en España. Terminó séptima en la primera ronda de clasificación y sexta en la general. En la competición por equipos, donde disparó con Guillermo Rodríguez, la pareja se encontró por primera vez con el equipo de Tailandia. En julio de 2013, fue una de los 306 navarros nombrados "Deportistas de élite", una categoría de deportistas de élite españoles que ofrece una serie de beneficios.